# Carlos Kleiber
Carlos Kleiber (Berlim, 3 de julho de 1930 — Konjšica, Eslovénia, 13 de julho de 2004) foi um maestro austro-alemão, filho do também regente Erich Kleiber. É considerado por muitos como um dos maiores regentes de todos os tempos. 

## Começo da carreira
Kleiber nasceu Karl Ludwig Kleiber, filho de um maestro austríaco, o famoso Erich Kleiber e Ruth Goodrich, uma americana. Em 1935 a família de Kleiber imigrou para Buenos Aires, depois que Erich Kleiber se demitiu do seu posto na Ópera Estatal de Berlim em protesto contra o Partido Nazi. Kleiber cresceu estudando inglês, com sua governanta e em escolas em Buenos Aires e mais tarde foi estudar em Nova Iorque e Zurique. Ele já compunha músicas e tocava piano e tímpano. Seu pai, quando notou o talento musical de seu filho, sempre tentou persuadi-lo para Kleiber não seguir a carreira musical, chegando a escrever em uma carta para um amigo: "Que pena, o garoto tem talento para a música!".
Carlos Kleiber inicialmente estudou Química em Zurique, mas logo decidiu que iria se dedicar a música. Ele foi trabalhar no Teatro Gartnerplatz em Munique em 1952 e tornou Kapellmeister em Potsdam em 1954. De 1958 até 1964 ele foi Kapellmeister na Deutsche Oper am Rhein em Düsseldorf e Duisburg, e em seguida na Ópera de Zurique, de 1964 ate 1966.
Entre 1966 e 1973 ele foi o primeiro Kapellmeister em Stuttgar, o seu último lugar permanente. Nos anos seguintes, ele frequentemente conduzia a Ópera do Estado Bávaro, em Munique.

## Carreira madura
Durante sua carreira de freelance, Kleiber restringiu suas aparições para um seleto número de ocasiões. Ele fez sua estreia britânica em 1966 no Festival de Edimburgo. Sua primeira regência em Bayreuth deu-se em 1974, dirigindo a ópera Tristan und Isolde de Richard Wagner.
Sua estreia norte-americana veio em 1978 com a Orquestra Sinfônica de Chicago, onde ele se apresentou novamente em 1983. Em 1988 ele conduziu no Metropolitan Opera a ópera La Bohème (Puccini), com o tenor italiano Luciano Pavarotti e a soprano Mirella Freni. Em 1989, após a morte de Herbert von Karajan, da Orquestra Filarmônica de Berlim, Kleiber recebeu o convite para suceder-lhe, mas o recusou. Kleiber voltou para o Metropolitan Opera em 1990 para conduzir Otello e Der Rosenkavalier.
Kleiber sempre se manteve fora dos olhos do público e nunca deu uma entrevista oficial. Depois de sair da Ópera do Estado Bávaro, suas aparições se tornaram menos frequentes, e ele fez poucas gravações. Mas as que ele fez são consideradas majestosas; suas versões das sinfonias nº 5 e 7 de Beethoven, com a Orquestra Filarmônica de Viena e as sinfonias nº 4 e 7 com a Orquestra do Estado Bávaro são notáveis. Outras notáveis gravação foram da Sinfonia nº4 de Brahms e as Sinfonias nº 3 e 8 de Schubert, as óperas La Traviata de Verdi, Tristan und Isolde de Wagner e Der Freischütz de Carl Maria von Weber, todas com a Filarmônica de Viena. Existe uma gravação da sinfonia nº 6 (Pastoral) de Beethoven, ao vivo em Munique, sendo interessante salientar que foi a única vez que Kleiber regeu tal obra; essa gravação, lançada pela Orfeo, foi captada por seu filho em uma fita cassete comum, pois a feita pela Rádio Bávara estava em péssimas condições, mesmo restaurada pelos métodos mais modernos.
Kleiber ficou mundialmente famoso por conduzir obras de Strauss, como a ópera Die Fledermaus.

## Performances em vídeo
As únicas performances de Kleiber, preservadas em vídeo são: as performance das Sinfonias nº 4 e 7 de Beethoven, gravadas no Concertgebouw em Amsterdã; Die Fledermaus de Johann Strauss gravada em Munique; Der Reosenkavalier de Richard Strauss também em Munique; a Sinfonia nº36 de Mozart; Sinfonia Nº2 de Brahms no Musikverein em Viena; Overture de Coriolan de Beethoven, Sinfonia nº33 e a Sinfonia nº4 de Brahms em Munique; e a ópera Carmen de Bizet; também está gravada em vídeo as apresentações da Concerto de Ano Novo de Viena com a Filarmônica de Viena em 1989 e 1992, Der Rosenkavalier ao vivo em Viena , La Boheme ao vivo no Covent Garden em Londres , Otello de Verdi no Scala de Milão ao vivo.

## Discografia oficial
- 1973: Carl Maria von Weber: Der Freischütz, com a Staatskapelle Dresden. Solistas: Gundula Janowitz, Edith Mathis, Peter Schereir, Theo Adam, Bernd Weikl, Siegfried Vogel e Franz Crass.
- 1973: Richard Strauss: Der Rosenkavalier.
- 1974: Beethoven: Sinfonia Nº5, com a Filarmônica de Viena.
- 1975: Johann Strauss II : Die Fledermaus, com a Orquestra da Ópera do Estado Bávaro. Solistas: Hermann Prey, Julia Varady, Lucia Popp, René Kollo, Ivan Rebroff e Bernd Weikl.
- 1975/1976: Beethoven: Sinfonia Nº7, com a Filarmônica de Viena.
- 1976: Dvorak: Concerto para Piano e Orquestra, Orquestra da Ópera do Estado Bávaro. Piano: Sviatoslav Richter.
- 1976/1977: Verdi: La Traviata, com a Orquestra da Ópera do Estado Bávaro. Solistas: Ileana Cotrubas, Plácido Domingo e Sherrill Milnes.
- 1978: Schubert: Sinfonias Nº3 e 8, com a Filarmônica de Viena.
- 1980: Brahms: Sinfonia Nº4, com a Filarmônica de Viena.
- 1980/1982: Wagner: Tristan und Isolde, com a Staatkapelle Dresden. Solistas: René Kollo, Margaret Price, Brigitte Fassbaender, Dietrich Fischer-Dieskau e Kurt Moll.
- 1982/1983: Beethoven: Sinfonias Nº4, 6  7, com a Orquestra da Ópera do Estado Bávaro.
- 1989: Concerto de Ano Novo de Viena, com a Filarmônica de Viena.
- 1992: Concerto de Ano Novo de Viena, com a Filarmônica de Viena.

## Gravações em vídeo
- 1970: The Great Conductors, com a Orquestra Sinfônica da Rádio de Stuttgart.
- 1978: Bizet: Carmen, com a Filarmônica de Viena. Solistas: Elena Obraztsova, Plácido Domingo, Yuri Mazurok e Isobel Buchanan.
- 1979: Richard Strauss: Der Rosenkavalier, com a Orquestra da Ópera do Estado Bávaro. Solistas: Gwyneth Jones, Brigitte Fassbaender, Lucia Popp, Francisco Araiza.
- 1983: Beethoven: Sinfonias nº4 e 7, com a Orquestra de Concertgebouw.
- 1986: Strauss II: Die Fledermaus. Solistas: Pamela Coburn, Brigitte Fassbaender, Janet Perry e Eberhard Wächter.
- 1989: Concerto de Ano Novo de Viena, com a Filarmônica de Viena.
- 1991: Mozart e Brahms: Sinfonias nº36 e Nº2, consecutivamente.
- 1992: Concerto de Ano Novo de Viena, com a Filarmônica de Viena.
- 1994: Richard Strauss: Der Rosenkavalier, com a Orquestra da Ópera do Estado Bávaro. Solistas: Felicity Lott, Kurt Moll, Anne Sofie von Otter, Gottfried Hornik, Barbara Bonney, Heinz Zednik.
- 1996: Beethoven/Mozart/Brahms: Coriolan, Sinfonia Nº33 e Sinfonia Nº4, consecutivamente.

## Literatura
- Mauro Balestrazzi: Carlos Kleiber: Angelo o demone? L'epos, Palermo 2006, ISBN 88-8302-325-0.
- Jens Malte Fischer: Carlos Kleiber - Der skrupulöse Exzentriker. Wallstein, Göttingen 2006, ISBN 3-8353-0138-1.
- Alexander Werner: Carlos Kleiber - Eine Biografie. Schott, Mainz 2007; 2. bearbeitete Auflage 2009, ISBN 978-3-7957-0598-5.
- Tomislav Vichev: Kleiber's Era , Sofia, 2003.
- Barber, Charles: Corresponding With Carlos, 8/ 2010